# 프로덕션웨이-유니버시티역
프로덕션웨이-유니버시티역은 캐나다의 철도역이다.

## 역 주변
- 사이먼 프레이저 대학교